# Christoph Iwanowitsch von Benckendorff

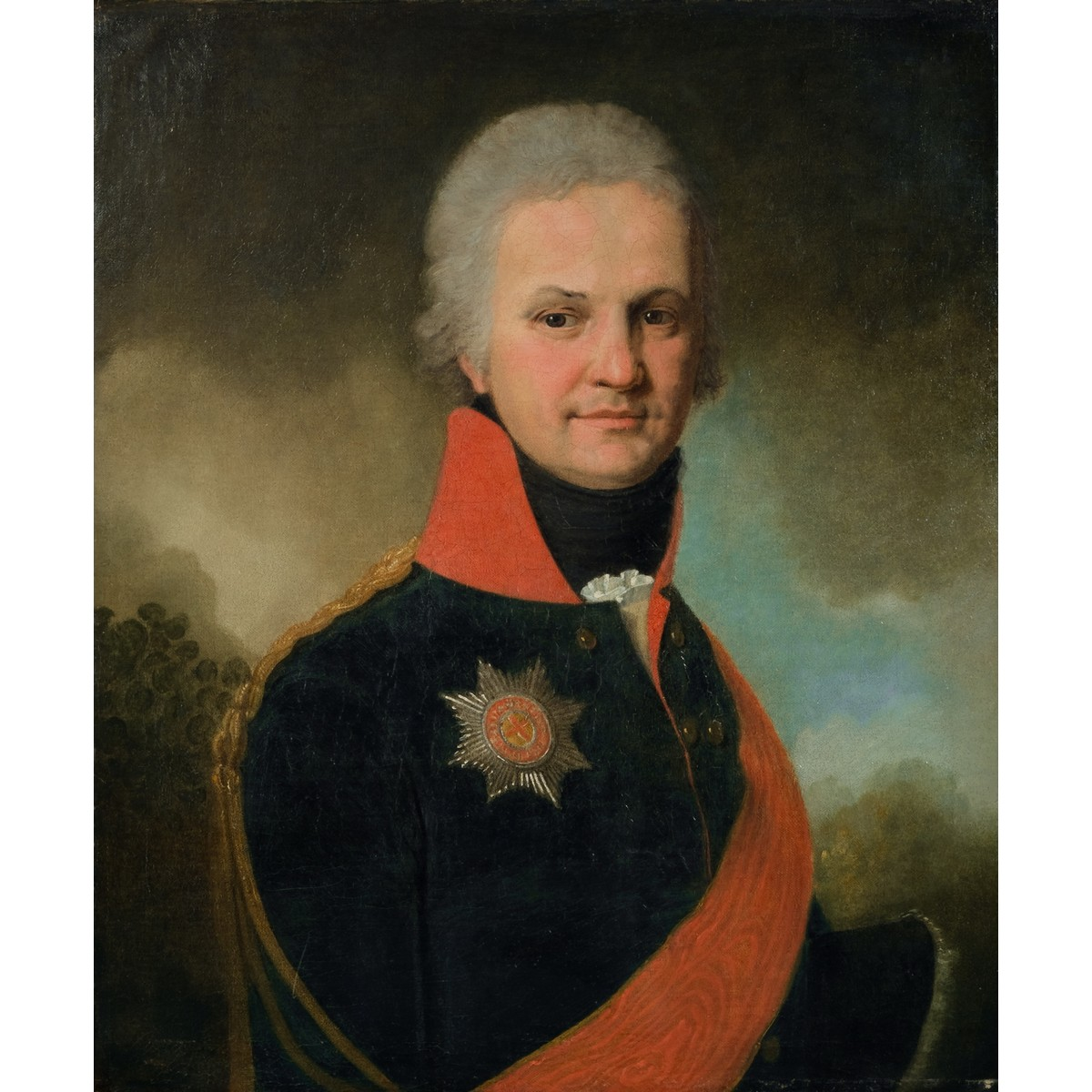
Christoph Iwanowitsch von Benckendorff

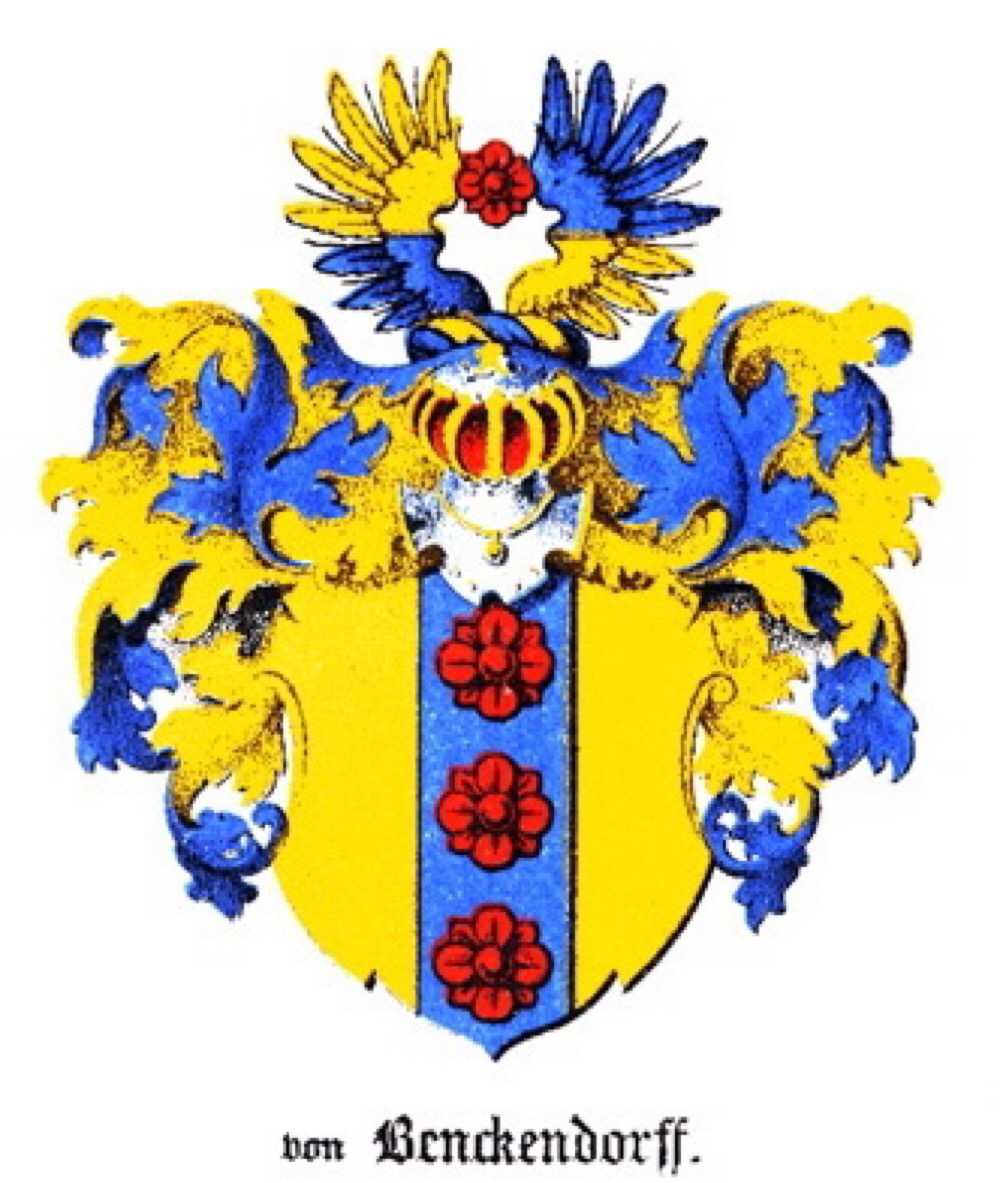
Wappen der Adelsfamilie „von Benckendorff“ (Estland)

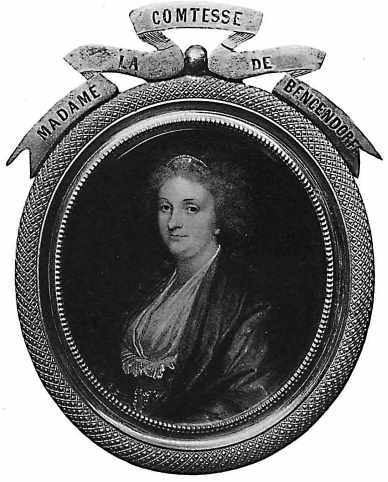
Anna Juliane von Benckendorff, geb. Freiin Schilling von Cannstatt

Christoph Iwanowitsch von Benckendorff, (russisch Христофор Иванович Бенкендорф; * 19. Julijul. / 30. Juli 1749greg. in Fredrikshamn bei Wyborg, Finnland; † 29. Maijul. / 10. Juni 1823greg. in Kolga, Estland) war ein General der Infanterie in der Kaiserlich-russischen Armee und Militärgouverneur von Gouvernement Riga. Er stammte aus dem schwedisch-estländischen Adelsgeschlecht der „von Benckendorff“. 

## Militärische Laufbahn
Seinen Militärdienst begann im Jahre 1760 mit einer Offiziersausbildung und bereits zwei Jahre später erhielt er sein Offizierspatent. Seinen ersten Einsatz erhielt er zum Ende des Siebenjährigen Krieges und diente in den Truppen des Grafen Sachar Grigorjewitsch Tschernyschow. 1770 wurde er Adjutant bei General en chef Magnus Johann von Berg und kämpfte auf der Krim und in der Schlacht bei Perekop. Es folgte der Einsatz im Russisch-türkischen Krieg unter General Fedor Wasiljewitsch Baur.
1771 wurde er zum Premier-Major befördert und nahm an den Kämpfen um Bukarest teil. 1772 ernannte man ihn zum Oberquartiermeister und 1777 wurde ihm als Oberstleutnant das Kommando über das Narva-Infanterie-Regiment übertragen. 1782 folgte die Beförderung zum Oberst und 1790 zum Generalmajor.
Zar Paul I. (1796–1801) beförderte Benckendorff am 12. November 1796 zum Generalleutnant und ernannte ihn zum Militärgouverneur in Riga. Am 5. April 1797 erhielt er die Ernennung zum General der Infanterie. Aus gesundheitlichen Gründen quittierte er am 13. September 1799 den Dienst und verbrachte seinen Ruhestand auf dem Gut Kolga bei der Familie des Grafen Stenbock.

## Russische Orden
- 1786 Russischer Orden des Heiligen Georg (4. Klasse)
- 1797 Orden des Heiligen Alexander-Newski

## Familie
Christoph Iwanowitsch war der älteste Sohn von Johann Michael von Benckendorff (1720–1775) und dessen Ehefrau Sophie Elisabeth Löwenstern (1724–1783). 1779 traf er seine zukünftige Ehefrau Anna Juliane Freiin Schilling von Cannstatt (* 1744, † 1797) in Montbéliard (Frankreich).  Ihre Nachkommen waren:
- Alexander Graf von Benkendorf (1781–1844)
- Konstantin von Benckendorff (* um 1784 † 1828)
- Marie (* 1784) verheiratet mit Iwan Georgijewitsch Schewitsch († 1813)
- Dorothea (1785–1857) verh. mit Christoph Fürst von Lieven († 1839)

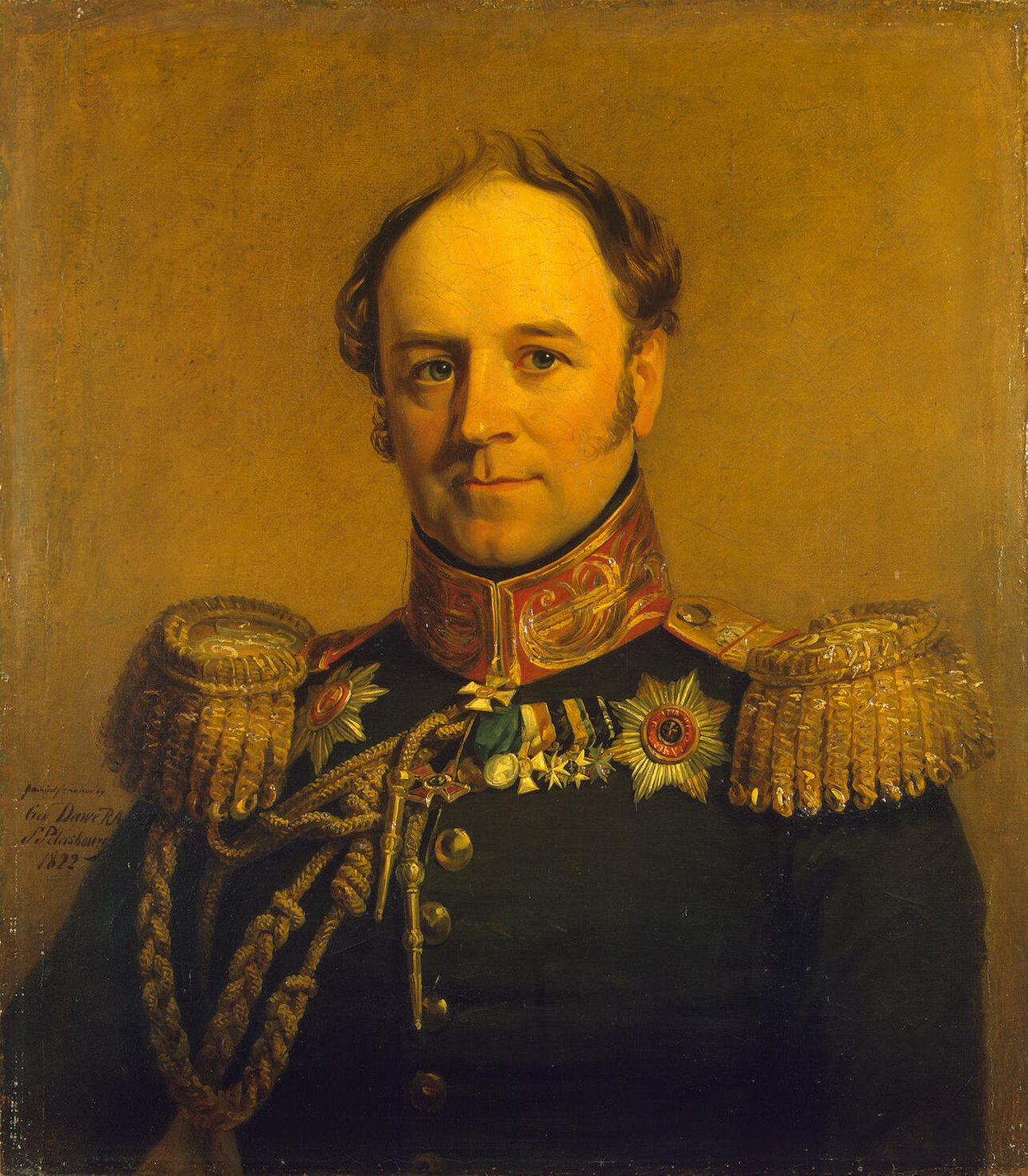
Alexander von Benckendorff
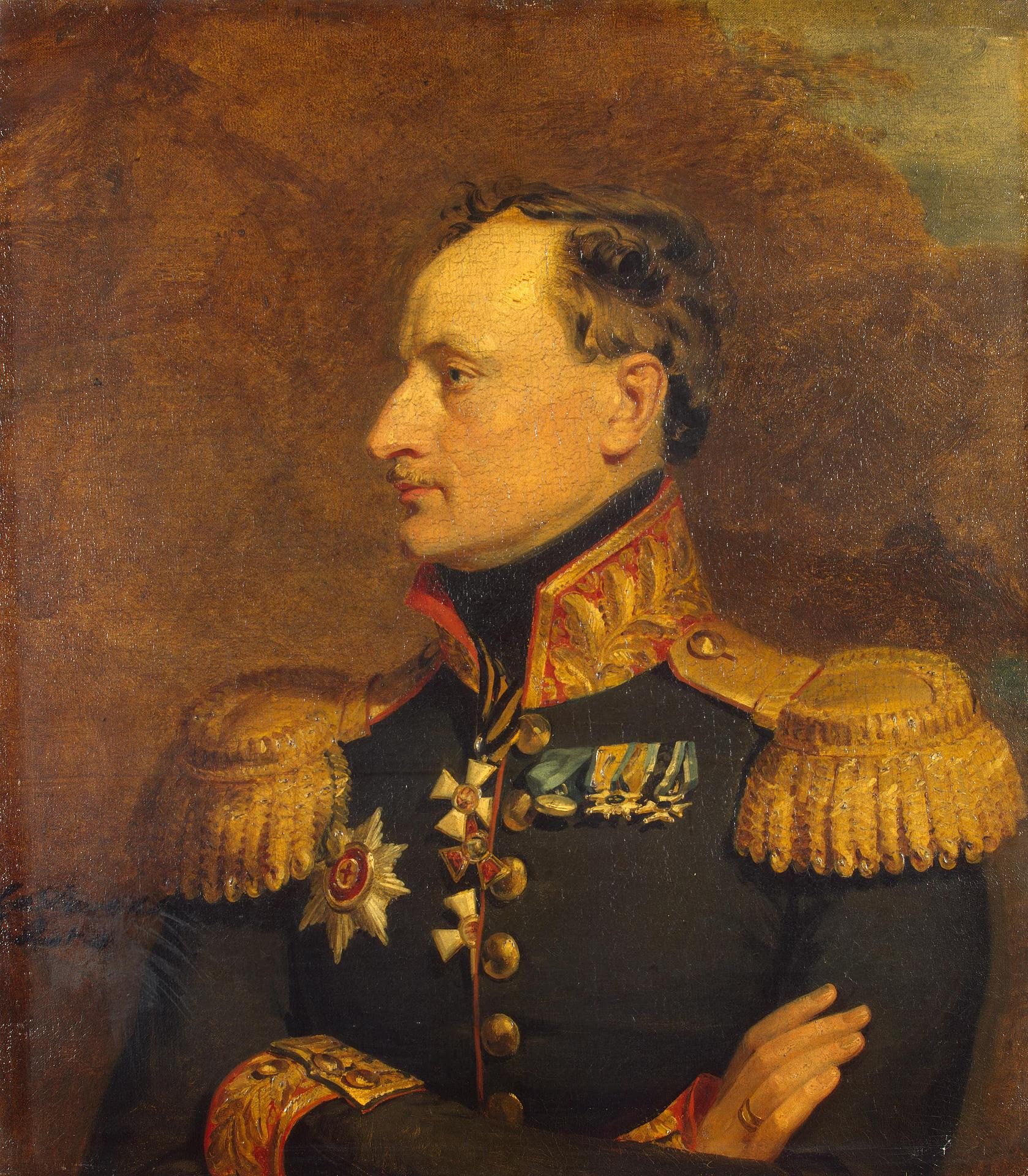
Konstantin von Benckendorff
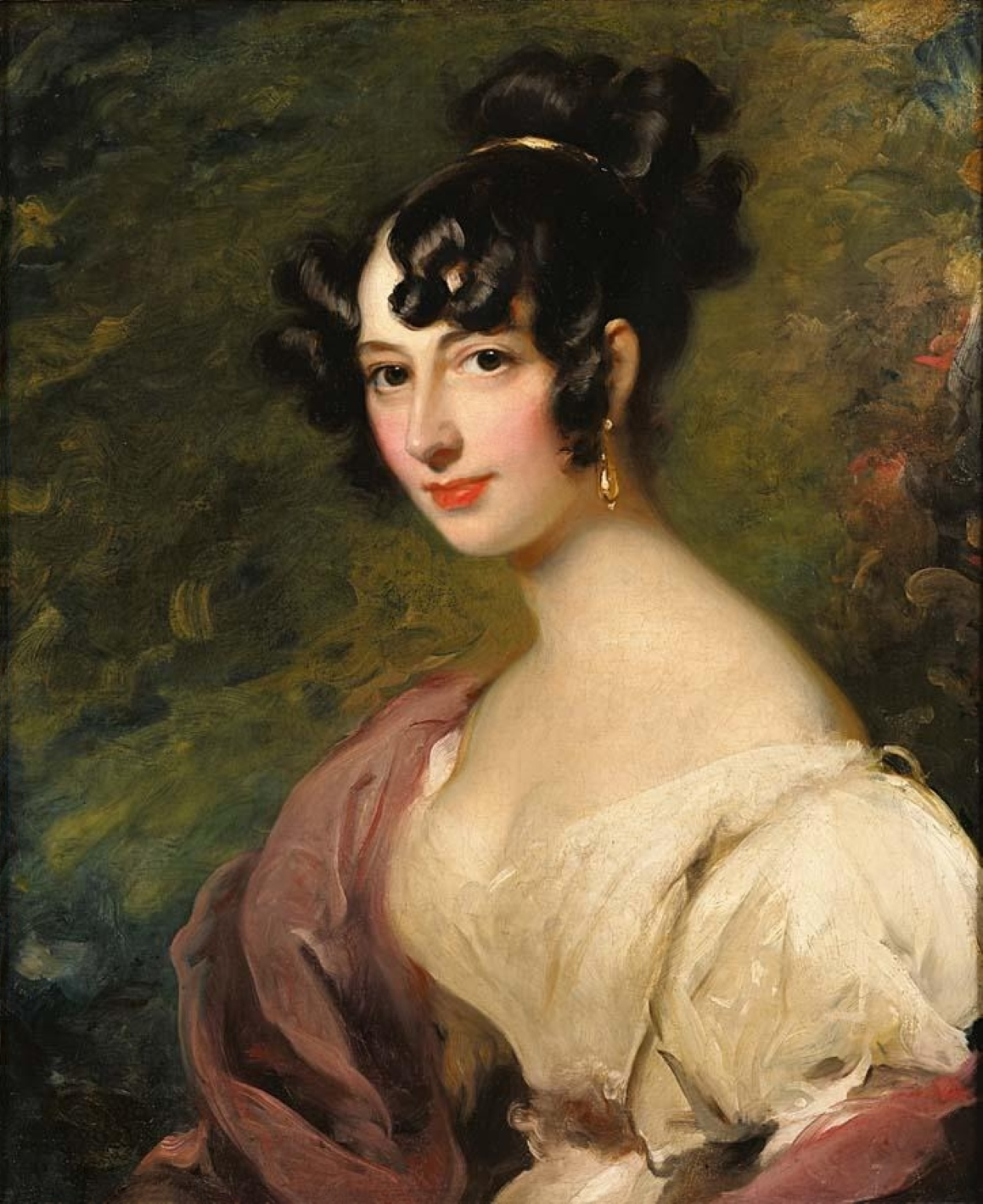
Dorothea von Lieven geb. von Benckendorff